# Islam au Pakistan

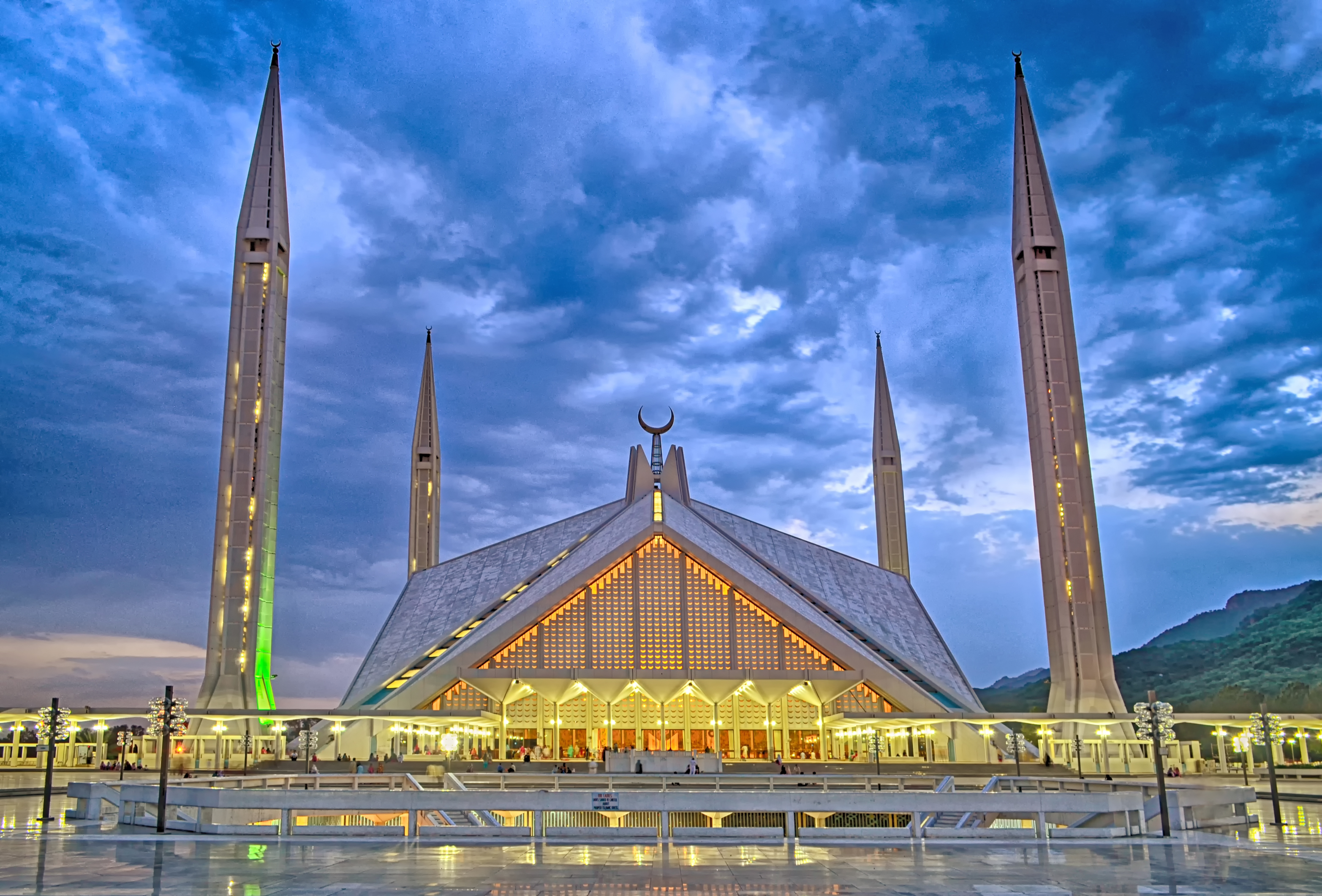
La grande mosquée du roi Faiçal, à Islamabad. C'est l'une des plus grandes au monde.

L'islam au Pakistan joue un rôle primordial, définissant l'existence et l'identité de la République islamique du Pakistan. Les musulmans constituent 96,4 % de la population du pays selon le recensement de 2023. Les 2 % et 1 % restants étant principalement hindous et chrétiens respectivement. Au sein des musulmans, les sunnites sont majoritaires. Néanmoins, le Pakistan compte le plus grand nombre de chiites, après l'Iran ; ils sont 10 % à 20 %, soit entre 17 millions et 30 millions.

## Histoire
L'arrivée de l'islam dans l'aire du Pakistan moderne, avec l'institution et la succession de différents pouvoirs musulmans, tels l'empire ghaznavide, le royaume Ghoride, le Sultanat de Delhi et, dernier en date, l'Empire moghol, a façonné le paysage religieux du sous-continent indien. Cette succession de pouvoirs islamiques, qui n'a été interrompue au Pakistan actuel que par l'Empire sikh, a conduit à la diffusion de la charia et, au terme du processus de colonisation-décolonisation britannique qui a suivi, à la création en 1947 de l'État du Pakistan, initialement en deux parties géographiquement séparées et réduit, après la sécession du Bangladesh en 1971, à sa partie occidentale.

### Conquêtes musulmanes
Après la naissance de l'islam en Arabie au début du VIIe siècle, les Omeyyades déposent l'empire perse à l'Ouest de l'Inde au milieu du VIIe siècle. En 711 apr. J.-C., la dynastie Omeyyade envoya l'armée arabe conduite par Muhammad ibn al-Qasim contre le roi du Sind, Raja Dahir. Les trois premières tentatives de conquête échouèrent. Ils conquièrent alors le Nord-Ouest de la vallée de l'Indus, du Cachemire à la mer d'Oman.
Jusqu'à ce que les musulmans arabes et turcs conquièrent l'actuel Pakistan avant la fin du premier millénaire, les religions de la région étaient l'hindouisme, le zoroastrisme, le bouddhisme et le chamanisme. Au cours des siècles, le Pakistan voit des migrations de bouddhistes et d'hindouistes, qui se convertissent peu à peu à l'islam. Les tribus Pachtounes et les Dardics se convertissent tout en conservant certaines traditions, comme le Pachtounwali, ou le code d'honneur pachtoune.

### La théorie des deux nations et la fondation du Pakistan

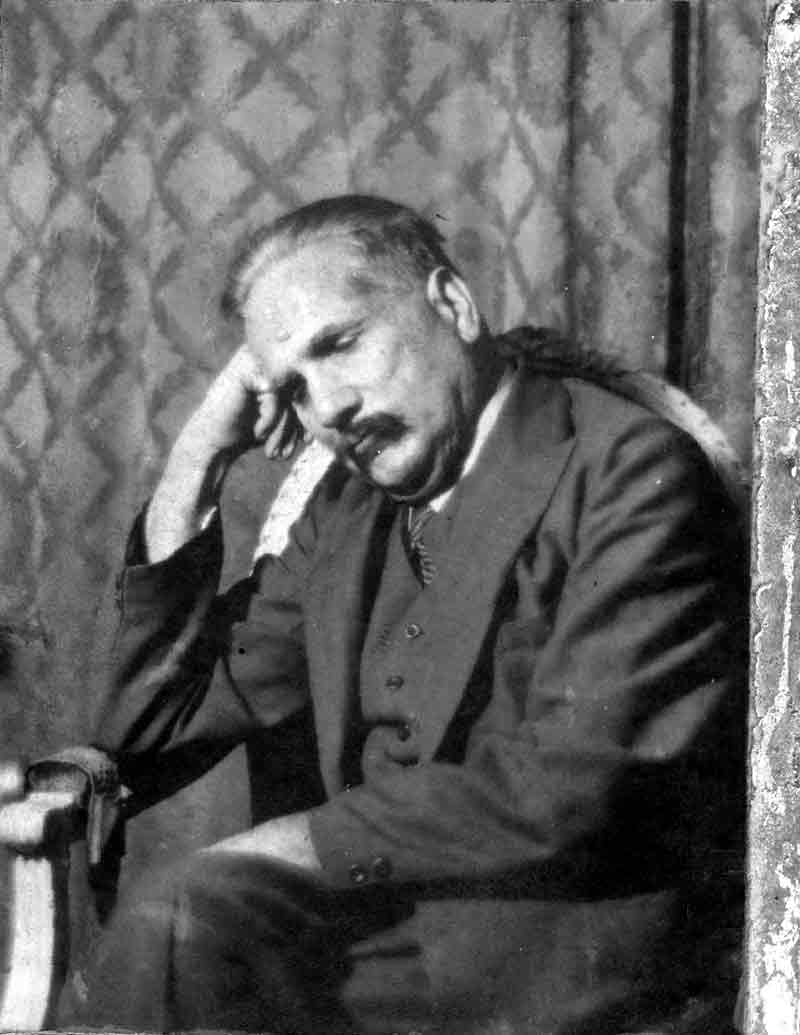
Le père spirituel du Pakistan, Mohamed Iqbal.

C'est le poète et philosophe musulman Allama Muhammad Iqbal qui le premier proposa l'idée d'un État musulman au Nord-Ouest de l'Asie du Sud, lorsqu'il écrivit à la Ligue musulmane indienne à Allahabad, en 1930. Il pensait aux quatre provinces du Penjab, du Sind, du Baloutchistan et du Khyber Pakhtunkhwa, qui deviendront approximativement le Pakistan. L'idée d'Iqbal prit forme avec la revendication par la Ligue musulmane de deux nations fondées sur des religions différentes, l'islam et l'hindouisme, car l'un et l'autre ont une histoire, une culture, des coutumes et des mœurs différents. En 1937, Allama Muhammad Iqbal écrit une lettre à Muhammad Ali Jinnah, le président de la Ligue : « Après une longue et minutieuse étude de la loi islamique, je suis venu à la conclusion que si ce système de lois est convenablement compris et appliqué, le droit de subsistance est au minimum assuré à chacun. Mais l'affirmation et le développement de la charia n'est pas possible dans ce pays, [l'Inde], sans l'existence d'un ou plusieurs États musulmans. C'est ma conviction après plusieurs années de réflexion, et je continue à croire que c'est le seul moyen de résoudre les problèmes des musulmans autant que de sécuriser l'Inde. » 
C'est donc l'islam qui a fondé l'unité du Pakistan en 1947, après des massacres intercommunautaires et des transferts massifs de populations qui, cependant, laissent en Inde une minorité musulmane évaluée en 2011 à 172 millions de personnes. Trois jours avant la création du Pakistan, Mahommed Ali Jinnah avait toutefois esquissé une voie différente de celle proposée par Iqbal, envisageant la mise en place d'un État laïque au Pakistan. Dans son discours inaugural, il déclarait : « Vous pensez qu'avec le temps les hindous cesseront d'être hindous et les musulmans cesseront d'être musulmans, non pas au sens religieux, parce qu'il s'agit de la foi personnelle de chaque individu, mais au sens politique, en tant que citoyens d'un État. » Cette affirmation d'Ali Jinnah fait l'objet d'une importante controverse depuis lors, et cette vision d'un Pakistan qui s'exonérerait de la loi islamique, au contraire des volontés d'Iqbal, fut remise en cause sitôt après l'indépendance[réf. nécessaire].

## Islam et politique

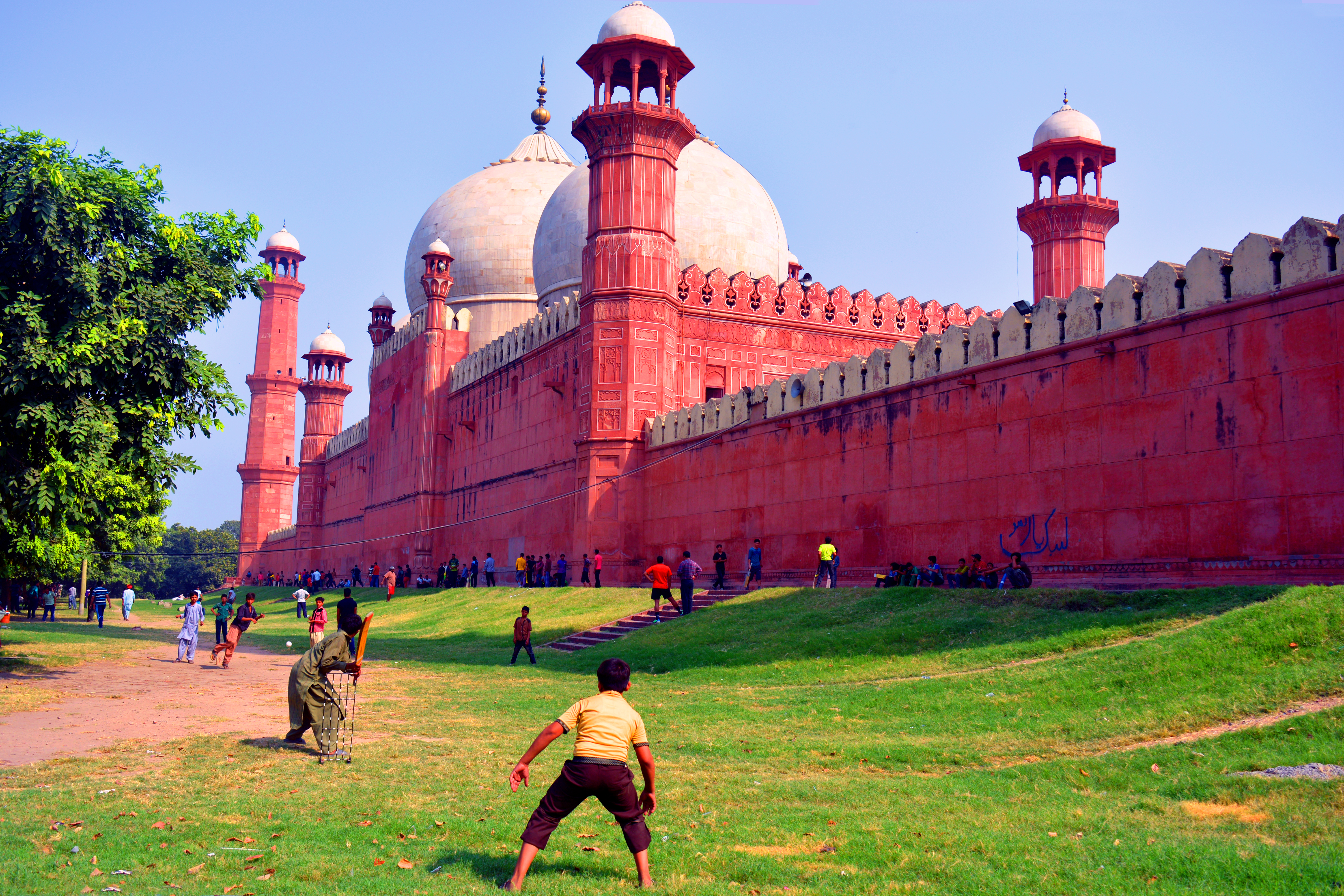
Enfants jouant au cricket au pied de la mosquée Royale de Lahore.

Depuis le début de l'islam, la politique et la religion ont été étroitement mêlés, du fait du gouvernement établi par Mahomet à Médine. Tout au long de l'histoire de l'islam, dans les dynasties omeyyade (661-750) et abbasside (750-1258),  l'Empire moghol (1526-1858), safavides (1501-1722) et ottoman (1300-1923), la gestion de la religion et de l'État n'ont constitué qu'une seule et même tâche.
En mars 1949, la première assemblée constituante adopta l'Objectives Resolution, qui déclara que l'État du Pakistan était soumis à la souveraineté d'Allah. En 1950, 31 oulémas proposèrent une version préliminaire, appelée les Trente deux points des oulémas. Ce préliminaire demandait la réalisation d'une constitution en accord avec les Résolutions objectives, ainsi que la mise en place de la charia.
En 1977, le gouvernement de Zulfikar Ali Bhutto interdit l'alcool et les drogues, et déplaça la fin de semaine du dimanche au vendredi. Néanmoins, aucune modification substantielle de la loi ne fut réalisée avant le programme d'islamisation du général Muhammad Zia-ul-Haq. Ce programme commença en février 1979, et de nouvelles mesures pénales fondées sur les principes islamiques entrèrent en vigueur (ordonnances Hudood). Ces changements eurent des conséquences majeures sur les femmes. Un système d'assurance sociale et de taxation fondé sur la zakat et un système bancaire évitant l'usure furent aussi mis en place, selon les règles islamiques, mais ils ne fonctionnèrent pas.
En 2006, l'Assemblée nationale adopte toutefois une loi de protection des femmes qui revient sur une partie des mesures islamiques de 1979. Le 19 septembre 2012, les autorités pakistanaises décident que le 21 septembre sera un jour férié national en l'honneur du prophète Mahomet, à la suite de la polémique sur la diffusion du film L'Innocence des musulmans.

## Les différents courants musulmans

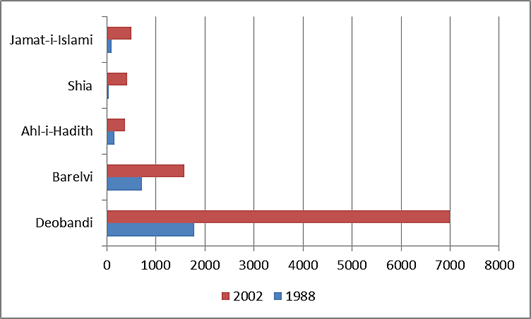
L'évolution de la fréquentation des différents établissements d'enseignement coranique au Pakistan entre 1988 et 2002.

Au sein des musulmans qui constituent 95 % à 97 % de la population totale du Pakistan, la majorité relève du sunnisme d'école hanafite. Les chiites duodécimains pour leur part sont évalués à 10 % à 20 % de la population. 
Le sunnisme d'école hanafite se partage entre deux grands courants : celui des barelvi, d'imprégnation soufie, et celui des déobandi, plus littéraliste et puriste, chacun ayant son propre réseau de mosquées. Il est difficile d'évaluer la proportion respective de ces deux courants. Global Security estime la répartition des musulmans pakistanais à 50 % de barelvis, 20 % de déobandis, 18 % de chiites, 4 % d'Ahl al-Hadiths (déclinaison locale du courant salafiste), 2 % d'ismaéliens, 2 % d'ahmadites et 2 % d'autres courants. Le Centre International de la Violence Politique et du Terrorisme, de l'Université de Technologies de Nanyang à Singapour, estime la population musulmane du Pakistan composée à 60 % de barelvis soufis, 15 % de déobandis, 20 % de chiites, 4 % d'Ahl-al-Hadith et 1 % d'autres courants.
Le chiisme duodécimain a ses propres mosquées et ses hosseiniyeh. Les Dawoodis Bohra mustaliens et les Sulaimani Bohra ont aussi leurs propres mosquées, alors que les ismaéliens nazirites disposent de « Jama'at Khanas » (lieux de rassemblement). La grande majorité des chiites appartiennent au courant duodécimain. Bien qu'étant largement mélangés avec les sunnites, les chiites sont plus nombreux dans le centre du Sind, à Sargodha, Chitral, Kurram et dans le Gilgit-Baltistan.

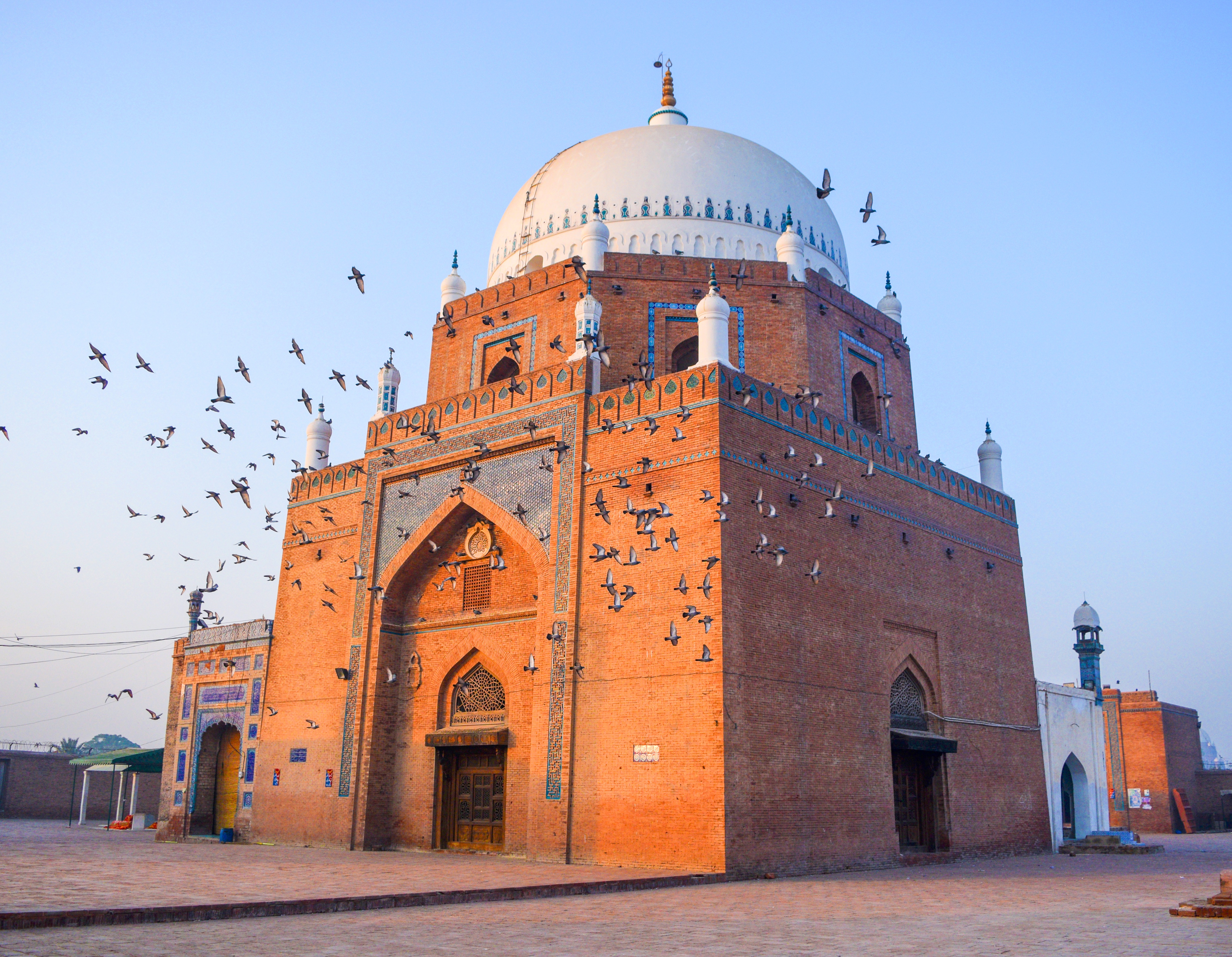
Le mausolée de Baha-ud-din Zakariya à Multan.

Le soufisme, notamment à travers le courant des barelvis, est solidement ancré au Pakistan. Les missionnaires soufis ont joué un rôle majeur en convertissant à l'islam les populations indigènes de l'actuel Pakistan. Comme dans d'autres aires religieuses où le soufisme a été introduit, il existe un syncrétisme avec les traditions pré-islamiques, d'où résulte une religion avec des traditions propres qu'on ne retrouve pas ailleurs dans le monde musulman. Les naqshbandiyya, les qadiriyya, les chishityya et les suhrawardiyya silsas (Ordres musulmans) ont un grand rayonnement au Pakistan. Les sites de pèlerinage soufis les plus visités sont le Ganj Baksh (lié au maître soufi Ali al-Hujwiri) à Lahore, le Baha-ud-din Zakariya à Multan, le Shahbaz Qalandar à Sehwan, le Shah Abdul Latif Bhitai à Bhit Shah, dans le Sind, et le Rehman Baba, dans la province de Khyber Pakhtunkhwa. La culture populaire soufie est centrée sur les rassemblements du jeudi soir dans les lieux de pèlerinage et les festivals annuels avec des musiques et des danses soufies. Ces festivals attirent des millions de fidèles tout au long de l'année. 
Le Premier ministre Youssouf Raza Gilani et le ministre des Affaires étrangères Shah Mehmood Qureshi portent tous deux un statut apparenté aux saints parce qu'ils proviennent de familles soufies qui ont été des gardiens de sanctuaires synonymes de l'élite dirigeante.
Les habitants de la côte du Makran, au Baloutchistan, ont longtemps relevé d'une secte hétérodoxe de l'islam, les zikris. Les zikris se sont développés au sein du sunnisme hanafite pendant le mouvement du Mahdi du XVIIe siècle, en réaction au déclin de la loi islamique et aux empiètements du colonialisme britannique en Asie du Sud. Les zikris marquent une tendance aujourd'hui à revenir au sunnisme hanafite.
La communauté ahmadiyya constitue une petite minorité apparue d'abord en Inde. En 1974, le gouvernement du Pakistan a amendé la Constitution du pays pour redéfinir un citoyen musulman : « est musulman quiconque croit au prophète Mahomet ». Les Ahmadis croient que Mahomet est le plus valeureux et le dernier prophète, et que Mirza Ghulam Ahmad est le messie de l'islam. Ils ont été déclarés en conséquence non musulmans par un tribunal parlementaire. D'après le dernier recensement pakistanais, les ahmadis représenteraient 0,25 % de la population.

## Luttes entre les différents courants musulmans

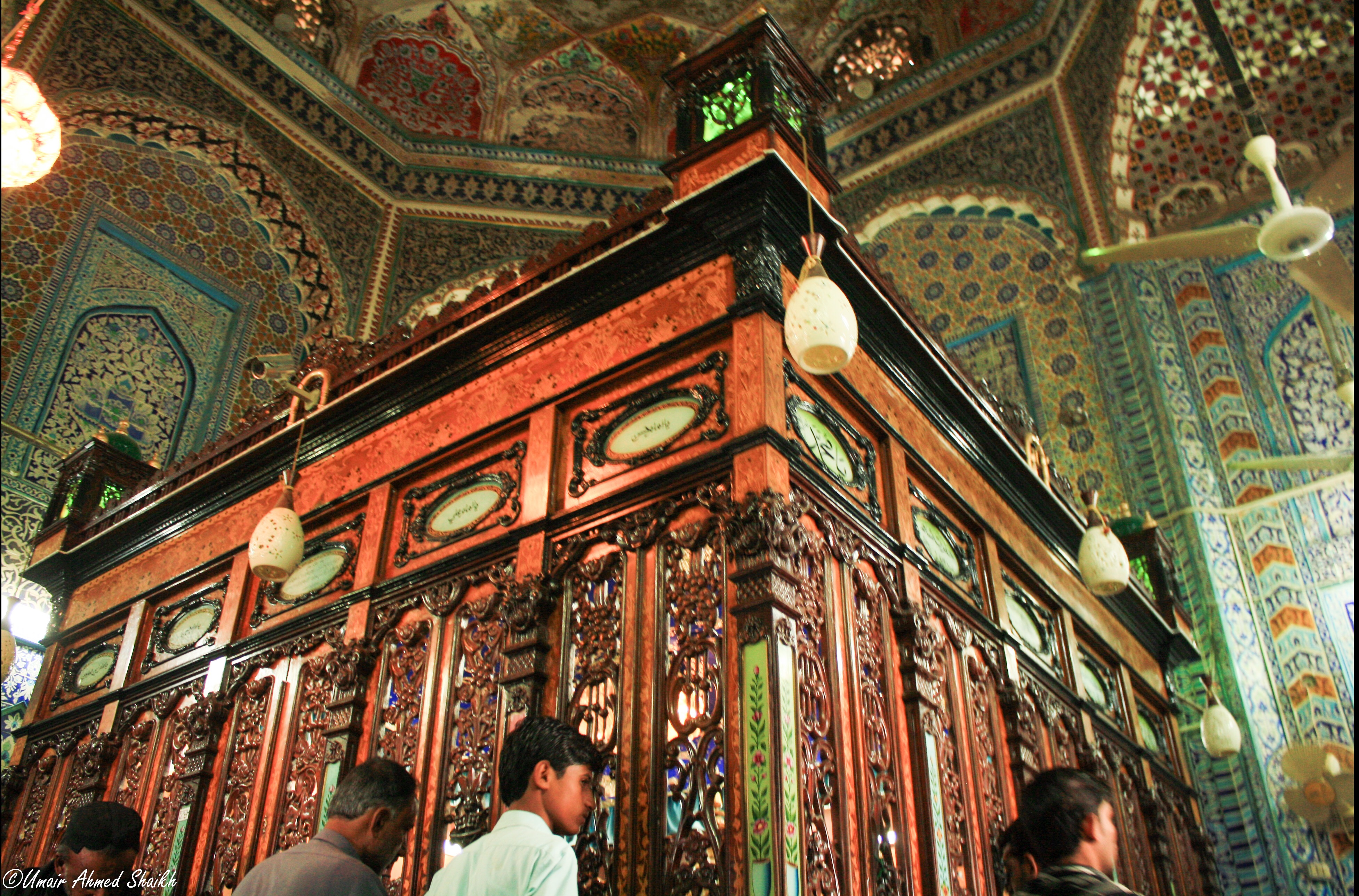
Le mausolée de Shah Abdul Latif Bhittai à Bhit Shah.

La société pakistanaise n'échappe pas aux luttes entre les différents courants musulmans. À partir des années 1980, les tensions entre sunnites et chiites prennent de l'ampleur. Alors que le général Muhammad Zia-ul-Haq entame en 1979 un programme d'islamisation de la société, le parti chiite Tehrik-e-Jafaria (TJP) se fonde la même année en accusant le régime de favoriser l'école sunnite hanafite de l'islam. 
Dans le même temps, le Pakistan devient un théâtre des rivalités entre Arabie saoudite et Iran qui financent et soutiennent des groupes opposés. De violentes émeutes anti-chiites éclatent à Karachi en 1983 et à Lahore en 1986, que le théologien sunnite Ihsan Ilahi Zhahir est accusé d'avoir attisées. Celui-ci est assassiné en 1987, marquant le début d'une vague d'assassinats de dignitaires religieux. Le chef du TJP Arif Hussain Hussaini est tué l'année suivante de même que le fondateur du groupe armé sunnite SSP Haq Nawaz Jhangvi en 1990.
Entre 1990 et 2007, les tensions entre sunnites et chiites ont provoqué la mort d'environ 4 000 personnes,. Les conflits entre barelvis et deobandis sont également récurrents.
Le soufisme, branche mystique de l'islam, est considéré comme hérétique par certains groupes islamistes radicaux. Les fondamentalistes islamistes actuels vilipendent son approche populaire. De 2005 à 2009, neuf attaques ont ainsi tué 81 personnes. Cinq attaques terroristes ont eu lieu contre des sites de pèlerinage soufis en 2010, tuant 64 personnes. 
En février 2017, un attentat kamikaze revendiqué par l'État islamique est perpétré dans le sanctuaire soufi de Lal Shahbaz Qalandar du XIIIe siècle dans la ville de Sehwan au sud du Pakistan (province du Sind). Il fait au moins 72 morts et plus de 250 blessés.

## Société civile

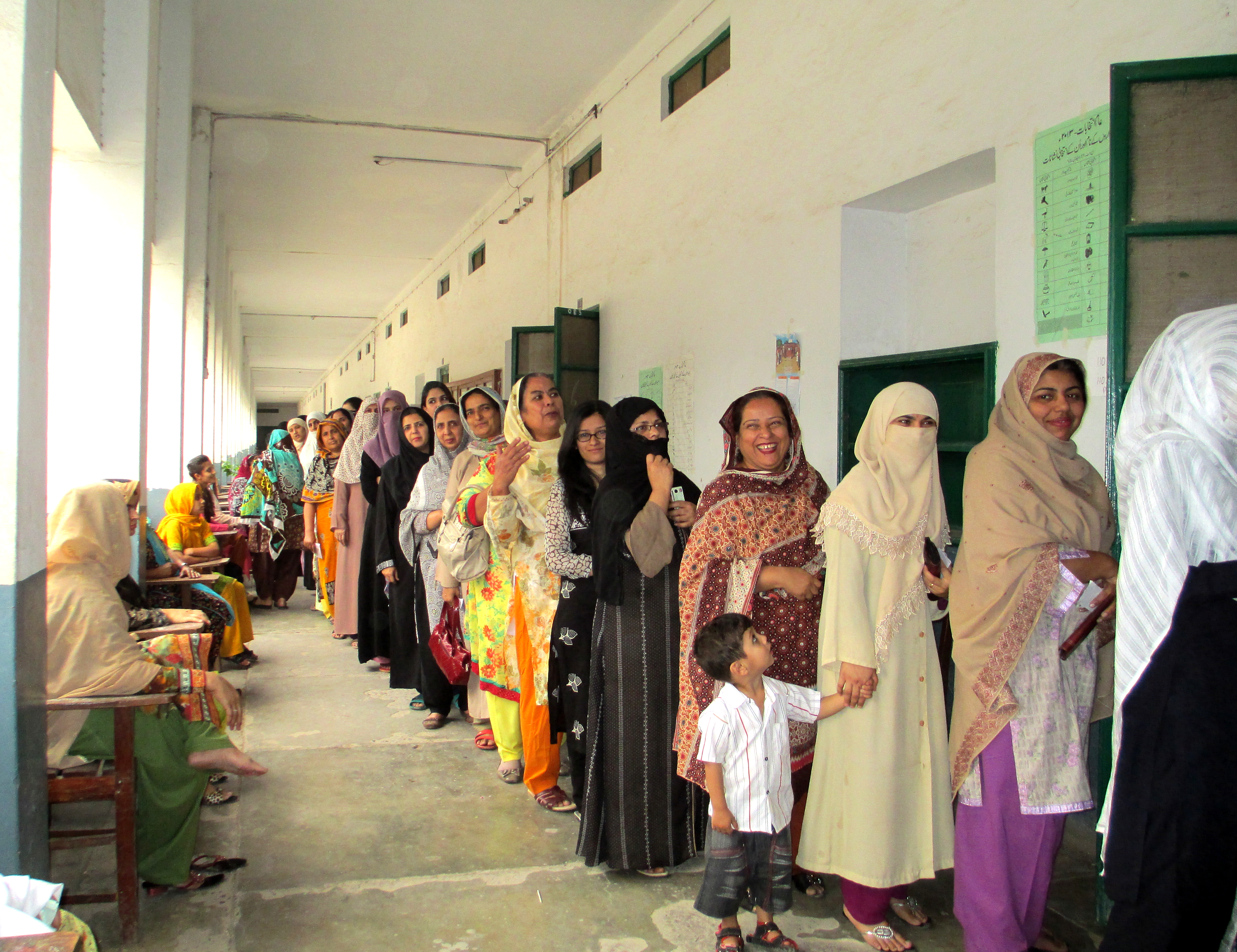
Femmes votants lors des élections législatives de 2013, portant divers vêtements.

Traditionnellement, le port du hijab ne fait pas partie de la culture pakistanaise. Très peu de femmes le portent. Néanmoins, sous l'influence des médias du Moyen-Orient et du golfe Persique, cette pratique vestimentaire est en augmentation lente mais significative. Les épisodes de violences sectaires ont largement diminué avec le temps, du fait de l'engagement des militants islamistes contre des forces armées étrangères ou des agences de renseignement dans l'Afghanistan voisin.
Les médias et les sites de pèlerinages ont poussé les Pakistanais à étudier davantage l'islam, qui était jusqu'alors un ensemble de croyances et de pratiques locales plus ou moins hétérodoxes. Désormais, la croyance gagne en orthodoxie avec une référence accrue au Coran et à la Sunnah. Du fait de la facilité à voyager en Arabie saoudite, de nombreux Pakistanais vont à La Mecque ou à Médine, pour faire le hadj et l'oumra. Ce qui a conforté l'identité islamique du Pakistan. Une littérature islamique existe depuis longtemps au Pakistan, avec des livres et des magazines. Il y a désormais des chaînes internationales de télévision par satellite, que visionne la population.
L'étude de l'islam est une matière obligatoire dans toutes les écoles pakistanaises, jusqu'au baccalauréat. Cette orientation éducative de la population est complétée par une littérature et un réseau d'écoles islamiques (madrasas). Ces madrasas pourvoient à l'éducation d'élèves de condition modeste et les forment afin de devenir clercs musulmans. Les madrasas les plus prestigieuses ont une direction autonome, mais la plupart sont prises en charge par le gouvernement ou des maitres-à-penser. Dans ce dernier cas, les livres utilisés par les esprits ouverts sont souvent bannis des bibliothèques. Seuls les livres les plus anciens et admis, comme le recueil de hadiths Sahih al-Bukhari, sont revus et indexés, voire parfois traduits en ourdou.

## Condamnations au nom de l'islam
La loi sur le blasphème prévoit la peine de mort pour les personnes qui auraient dénigré Mahomet. Entre 2009 et 2018, l'affaire Asia Bibi provoque une médiatisation mondiale.